# Syrphophagus metallicus
Syrphophagus metallicus är en stekelart som först beskrevs av Girault 1914.  Syrphophagus metallicus ingår i släktet Syrphophagus och familjen sköldlussteklar. Inga underarter finns listade i Catalogue of Life.